# Jiapeng
Jiapeng (kinesiska: 家朋) är en socken i östra Kina. Den ligger i Jixi härad i staden Xuancheng i provinsen Anhui, omkring 230 kilometer sydost om provinshuvudstaden Hefei. Antalet invånare är 9 453. Befolkningen består av 4 526 kvinnor och 4 927 män. Barn under 15 år utgör 11,0 %, vuxna 15-64 år 71 %, och äldre över 65 år 16,0 %.